# Riki Musso
Ricardo Luis Musso Focaccio (Montevideo; 31 de octubre de 1964) es un guitarrista, músico, compositor, productor, profesor y conductor radial uruguayo. Integró, desde 1980 y hasta 2009 con un impasse desde el 2000 al 2001, el grupo de rock uruguayo El Cuarteto de Nos. Actualmente compone e interpreta con su banda Riki Musso y sus fabulosos los Formidables. Su estilo musical de composición se basa generalmente en una marcada presencia de sintetizadores y guitarras, en ocasiones utilizando técnicas de la música vanguardista. Su estilo lírico es generalmente abstracto, a veces mezclando la ironía y el humor. En una entrevista mencionó que "ni el sabe de que hablan sus letras" Entre sus éxitos musicales se destacan los temas "Ya te vas a mejorar", "Autos nuevos", "Manfreddi", "Soy un capón", "Doble identidad", entre otros. Sus influencias musicales incluyen artistas como The Beatles, Beck, Talking Heads, Robert Fripp, y Adrian Belew.

## Trayectoria
Ricardo Musso nació el 31 de octubre de 1964 en Montevideo, siendo el segundo hijo de Roberto Musso y de Orita Focaccio y hermano menor de Roberto Musso, con quien junto a su compañero de liceo Santiago Tavella en 1976 influenciado por la popular banda británica The Beatles, formaría el grupo de rock alternativo uruguayo El Cuarteto de Nos. Desde joven, Ricardo mostraba interés por los aparatos de radioaficionados que encontraba en el sótano de su abuelo y la música pop de los 60s y 70s. Junto a su hermano Roberto contribuyó a la creación de la ciudad ficticia Tajo, en la cual se centrarían las letras de los primeros discos de su banda El Cuarteto de Nos. 
Paralelamente, actúa en obras de teatro interpretando a Andrés en El ama de llaves, de Leo Maslíah, escrita en 1984 y estrenada en 1992 en el Café Laberinto de Montevideo. También interpretó a personajes como Patricio Fonseca en No juegues con fuego porque lo podés apagar (ed. radioteatro, sello Perro Andaluz), obra escrita y dirigida por Maslíah en 1993 y estrenada en mayo del mismo año en el Teatro Anglo. Participó como bajista en la banda La Tabaré, desde mayo de 1985 hasta abril de 1987. Es en 1990 que publica su primer trabajo solista La papa tóxica, el cual hace uso de la técnica conocida como sampling. En 1992 el sello Perro Andaluz también publicaría su primer álbum, 1 como Mirpo, banda sonora especialmente compuesta para una exposición de pinturas de Fernando López Lage y en 1993 se editan dos discos Farmacia, el cual se caracteriza por su humor abstracto y El dueño del queso.
En 1995 se sumaría también, en paralelo al Cuarteto de Nos, como integrante de otro mítico grupo uruguayo Exilio Psíquico hasta 2003 cuando la voz de la banda, Maximiliano Angelieri, regresa a su Italia natal, dejando cuatro discos editados de los cuales Riki participa en los últimos tres, Oi Antropoi (Ayuí/Tacuabé, 1996), Música cheta (Ayuí/Tacuabé, 1998) y Sin luz, sin gas y sin teléfono (Ultrapop, 2002). En 2000 abandona El Cuarteto de Nos temporalmente debido a un desacuerdo con la discográfica por el album Cortamambo.[cita requerida] Dos años después del lanzamiento de El Cuarteto de Nos (álbum) lanzó su primer disco solista desde 1993, Servo, disco de pop experimental que mezcla varias técnicas de la música avant-garde con jazz y géneros musicales latinoamericanos. El tema "Autos nuevos" de este es reversionado en Raro.
En 2003 integra fugazmente la segunda formación de la banda La Hermana Menor y un año después realiza la banda sonora para la obra de teatro Las cosas que hacemos por amor, de Alan Ayckbourn, con dirección de Jorge Denevi y estrenada en la Sala Verdi. También realizó la banda sonora de Debajo de las polleras, comedia de Franklin Rodríguez, entre otras más.
Luego de 33 años de trayectoria, Ricardo anuncia el día 27 de mayo de 2009, que abandonaría al Cuarteto de Nos debido a sus diferencias musicales y que no tendría planes de regresar.Su última fecha fue en el Pilsen Rock de Montevideo el 21 de marzo de ese mismo año. En televisión, fue parte, durante 2009, de Reporte Descomunal, programa que resume las noticias más importantes desde una visión humorística, emitido por TV Ciudad. Algunos de sus segmentos fueron Rikipedia, El ingeniero Galarriaga, móviles, informes ficticios y entrevistas.
En 2014, exactamente ocho años después de Servo, publica su disco ¡Formidable! y arma la banda Riki Musso y sus fabulosos los Formidables junto a Andrés Coutinho (batería), Javier Depauli (bajo) y Santiago Peralta (guitarra), producción que alcanzó más de 7000 descargas gratuitas en su sitio oficial y que obtuvo gran recepción de la crítica y el público, del cual salen la mayoría de los nuevos éxitos del músico. Luego del suceso de ¡Formidable! también realiza con su banda un EP titulado Pájaro Batman el cual es publicado en su Bandcamp. El EP contiene cuatro canciones.
Tras años de inactividad y borrar sus principales redes sociales (Instagram y YouTube), regresa a inicios de 2022 con un single titulado Ricardo de todos los santos, que en sus palabras, me seguía dando vueltas en la cabeza, así que agarré la carpetita y lo terminé. A finales del mismo año lanza un videoclip promocional para el mismo. En 2023 anunció 2 presentaciones en la Sala Lazaroff bajo el nombre de Ánimos Paliativos que se llevaron a cabo el 16 y el 26 de septiembre, posteriormente en octubre lanzó un nuevo single que llevaba compuesto desde 2012 en colaboración con Sylvia Meyer titulado La Luz Mala. El título hace referencia a un famoso mito del Río de la Plata.
El 20 de marzo de 2024 lanzó tres singles más: Volver a los 47 (junto con Andrés Bedó), Réplica - Auténtica y De Corrales a Tranqueras.
El 24 de octubre de 2024 se presentó en la Sala Master de Providencia, en Santiago de Chile (siendo su primer recital en Chile).
El 21 de marzo de 2025, publica su EP titulado "Acuerdos Asimétricos"
El 21 de abril de 2025, publica su sencillo titulado "El exilio del Bonsái"
El 7 de mayo de 2025, publica su sencillo titulado "Paso a Nivel"

### Otros
Además de sus otras actividades, Musso también edita, graba, produce y masteriza, en su estudio particular "Tío Riki", discos de grupos como Buenos Muchachos (Aire Rico, 1999), La Hermana Menor (Ex, 2003), Pecho e'Fierro (Negra Milonga, 2011; Silencio, Bagual, 2014) y de artistas como Leo Maslíah, Gustavo Pena, entre muchos otros. Condujo el programa radial SERVO, que se emitía cada miércoles a las 11 (UTC/GMT-03:00 UYT), por radio Emisora del Sur 94.7 y Radio Nacional SODRE.

## Bandas sonoras
| Banda sonora   | Película   | Año  |
| -------------- | ---------- | ---- |
| Frutos del Mar | Alelí      | 2019 |
| Autos nuevos   | Tanta agua | 2013 |
| La bufarracha  | Alma máter | 2005 |

## Producciones visuales
En octubre de 2010 presenta el espectáculo visual y sonoro "Servo en Vivo", en el C.C.E Montevideo, y en junio de 2012 presenta "Calendario Guenoa", en La Trastienda de Montevideo, ocasión para la cual actúa con el nombre de "Riki Musso y La Sonora de Tesla", juntando a los músicos Andrés Bedó (piano y acordeón), Sergio Tulbovitz (percusión) y Roberto Debillis (contrabajo eléctrico).

## Discografía

### ConEl Cuarteto de Nos
- 1984: Alberto Wolf y el Cuarteto de Nos (con Alberto Wolf)
- 1987: Soy una Arveja
- 1988: Emilio García
- 1991: Canciones del Corazón
- 1994: Otra Navidad en las Trincheras
- 1995: Barranca Abajo
- 1996: El Tren Bala
- 1998: Revista ¡¡Ésta!!
- 2000: Cortamambo
- 2004: El Cuarteto de Nos
- 2006: Raro
- 2009: Bipolar

### ConLa Tabaré Riverock Banda
- 1987: Sigue siendo rocanrol

### Con Exilio Psíquico
- 1996: Oi Antropoi
- 1998: Música cheta
- 2002: Sin luz, sin gas y sin teléfono
- 2020: Sertralina Mon Amour
- 2024: Antiguos y modernos

### ConLa hermana menor
- 2003: Ex

### Solista

#### Sencillos
- 1990: La papa tóxica
- 2022: Ricardo de todos los santos
- 2023: La Luz Mala (con Sylvia Meyer)
- 2024: De Corrales a Tranqueras (versión del tema de Osiris Rodríguez Castillos)
- 2024: Volver a los 47 (con Andrés Bedó)
- 2024: Replica - Auténtica
- 2025: El exilio del bonsái
- 2025: Paso a nivel

#### Álbumes
- 1992: 1 como Mirpo
- 1993: Farmacia (edición casete)
- 1993: El dueño del queso
- 1996: Farmacia (edición CD)
- 2006: Servo
- 2014: ¡Formidable!

#### EP
- 2025: Acuerdos Asimétricos

### ConRiki Musso y sus fabulosos los formidables

#### EP
- 2016: Pájaro Batman

## Videografía
| Tema                        | Álbum                       | Año  |
| --------------------------- | --------------------------- | ---- |
| Ricardo de todos los santos | Ricardo de todos los santos | 2022 |
| Nuestro aporte              | Formidable                  | 2015 |
| Venta de Garage             | Servo                       | 2006 |
| La Conga de 15              | Servo                       | 2006 |
| La bufarracha               | Farmacia                    | 1996 |
| En la bolsita de Nylon      | Farmacia                    | 1996 |
| Dotor                       | Farmacia                    | 1996 |

## Premios
Premios Graffiti 2015
Nominaciones:
- Mejor Álbum de Pop Alternativo (¡Formidable! Riki Musso/MMG) (Ganado)
- Mejor productor del año (Riki Musso /¡Formidable!) (Ganado)
- Mejor Compositor del año (Riki Musso /¡Formidable!) (Ganado)
- Álbum del Año (¡Formidable! Riki Musso/MMG) (Ganado)

Sin nominación:
- Ganador como Mejor Solista Masculino